# Luis Rico
Pour les articles homonymes, voir Rico.
 (décembre 2012).
Si vous disposez d'ouvrages ou d'articles de référence ou si vous connaissez des sites web de qualité traitant du thème abordé ici, merci de compléter l'article en donnant les références utiles à sa vérifiabilité et en les liant à la section « Notes et références ».
Luis Rico est un auteur-compositeur interprète bolivien, né le 15 mai 1945 à Tupiza, dans le département de Potosi, en Bolivie.

## Biographie

### Carrière
Il commence sa carrière dans les années 1970 en participant à des festivals étudiants et devient un des chanteurs les plus populaires de Bolivie. Il parcourt son pays où il donne de nombreux récitals. Il a également voyagé en Europe pour interpréter le folklore bolivien et latino américain. Il explore dans ses chansons tous les rythmes traditionnels de la musique des différentes régions de Bolivie (Altiplano, Centre et région orientale) ou d'Amérique Latine, comme le joropo ou le tango argentin. Il s'intéresse au folklore d'Argentine, d'Équateur, du Pérou et du Vénézuela.
Certaines de ses chansons sont devenues des classiques en Amérique du Sud, comme la « Saya de los Caporales », « El Funeral del Rio » ou « El ultimo Tinku en Paris ». Les textes, souvent ironiques ou mordants, comportent également un important contenu social (sa chanson « Por la transparencia en Bolivia » plaide pour le respect du bien public). Dans certains cas, il cherche à réaliser des concerts éducatifs où il utilise la chanson pour enseigner. Il chante aussi pour la défense de la nature, en particulier dans ses compositions « El Funeral del Rio » ou « La flor de polietileno » entre autres. Il exprime son amour pour son pays dans Viva mi patria Bolivia.
Durant les périodes de dictature militaire en Bolivie, il est devenu persona non grata face à l'autorité, et a connu la prison ainsi que des années d'exil, en particulier au Mexique.
Actuellement, il habite en Bolivie, et s'intéresse de près à l'évolution politique du pays.

## Discographie

### Albums
- 1983 : Luis Rico
- 1985 : Luis Rico
- 1986 : El tio
- 1988 : Pucha caray !
- 1992 : El ultimo tincu en Paris
- 1996 : Luis Rico y su banda
- 1998 : Asi se enciende mi amor
- 1998 : El mar nuestro de cada dia
- Cuando tenga la tierra

### Compilation
- 1992 : Lo mejor